# Opuntia aurantiaca
Opuntia aurantiaca är en kaktusväxtart som beskrevs av John Lindley. Opuntia aurantiaca ingår i släktet fikonkaktusar, och familjen kaktusväxter. Inga underarter finns listade i Catalogue of Life.